# Stoke City Football Club 2020-2021
Questa voce raccoglie le informazioni riguardanti lo Stoke City Football Club nelle competizioni ufficiali della stagione 2020-2021.

## Maglie e sponsor
| Casa | Trasferta |

Sponsor ufficiale: Bet365
Fornitore tecnico: Macron

## Rosa 2020-2021
Aggiornata al 19 febbraio 2021.
| N. |                                 | Ruolo | Calciatore           |
| -- | ------------------------------- | ----- | -------------------- |
| 3  | Galles (bandiera)               | D     | Morgan Fox           |
| 4  | Galles (bandiera)               | C     | Joe Allen            |
| 5  | Inghilterra (bandiera)          | D     | Ben Wilmot           |
| 6  | Inghilterra (bandiera)          | D     | Danny Batth          |
| 8  | Bosnia ed Erzegovina (bandiera) | C     | Mario Vrančić        |
| 9  | Galles (bandiera)               | A     | Sam Vokes            |
| 11 | Irlanda (bandiera)              | C     | James McClean        |
| 12 | Galles (bandiera)               | D     | James Chester        |
| 14 | Inghilterra (bandiera)          | D     | Tommy Smith          |
| 16 | Galles (bandiera)               | P     | Adam Davies          |
| 18 | Inghilterra (bandiera)          | A     | Jacob Brown          |
| 19 | Norvegia (bandiera)             | D     | Leo Østigård         |
| 20 | Inghilterra (bandiera)          | C     | Tashan Oakley-Boothe |
| 21 | Scozia (bandiera)               | A     | Steven Fletcher      |

| N. |                             | Ruolo | Calciatore             |
| -- | --------------------------- | ----- | ---------------------- |
| 22 | Inghilterra (bandiera)      | C     | Sam Clucas             |
| 23 | Inghilterra (bandiera)      | C     | Alfie Doughty          |
| 24 | Inghilterra (bandiera)      | C     | Jordan Cousins         |
| 25 | Inghilterra (bandiera)      | C     | Nick Powell            |
| 26 | Inghilterra (bandiera)      | A     | Tyrese Campbell        |
| 32 | Inghilterra (bandiera)      | P     | Josef Bursik           |
| 34 | Irlanda del Nord (bandiera) | C     | Jordan Thompson        |
| 35 | Inghilterra (bandiera)      | D     | Josh Tymon             |
| 36 | Australia (bandiera)        | D     | Harry Souttar          |
| 37 | Irlanda (bandiera)          | D     | Nathan Collins         |
| 40 | Camerun (bandiera)          | P     | Blondy Nna Noukeu      |
| 46 | Galles (bandiera)           | D     | Rhys Norrington-Davies |
| 47 | Inghilterra (bandiera)      | C     | Jack Clarke            |